# Kanalkreuz Datteln

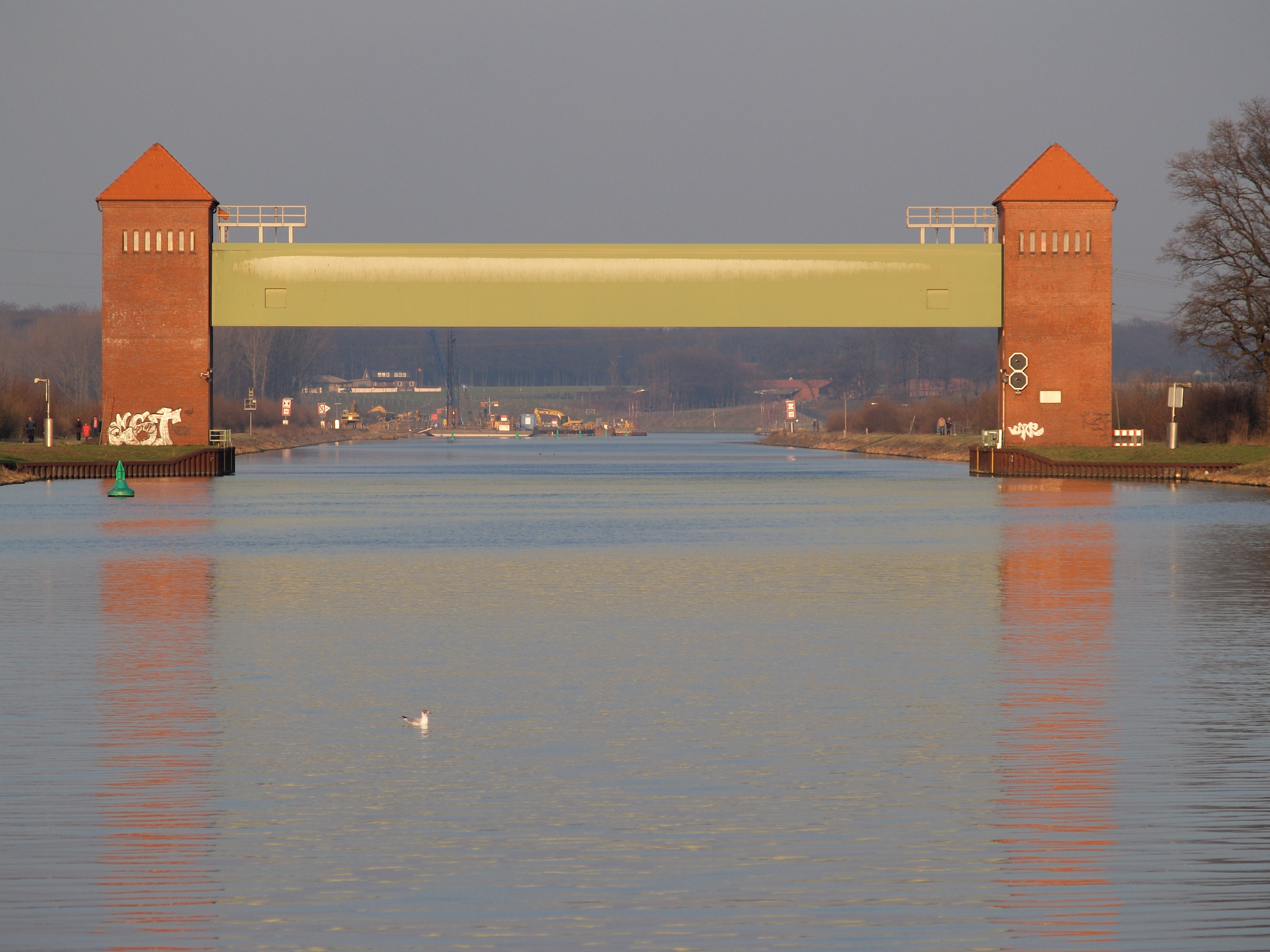
Dortmund-Ems-Kanal, Sperrtor geöffnet

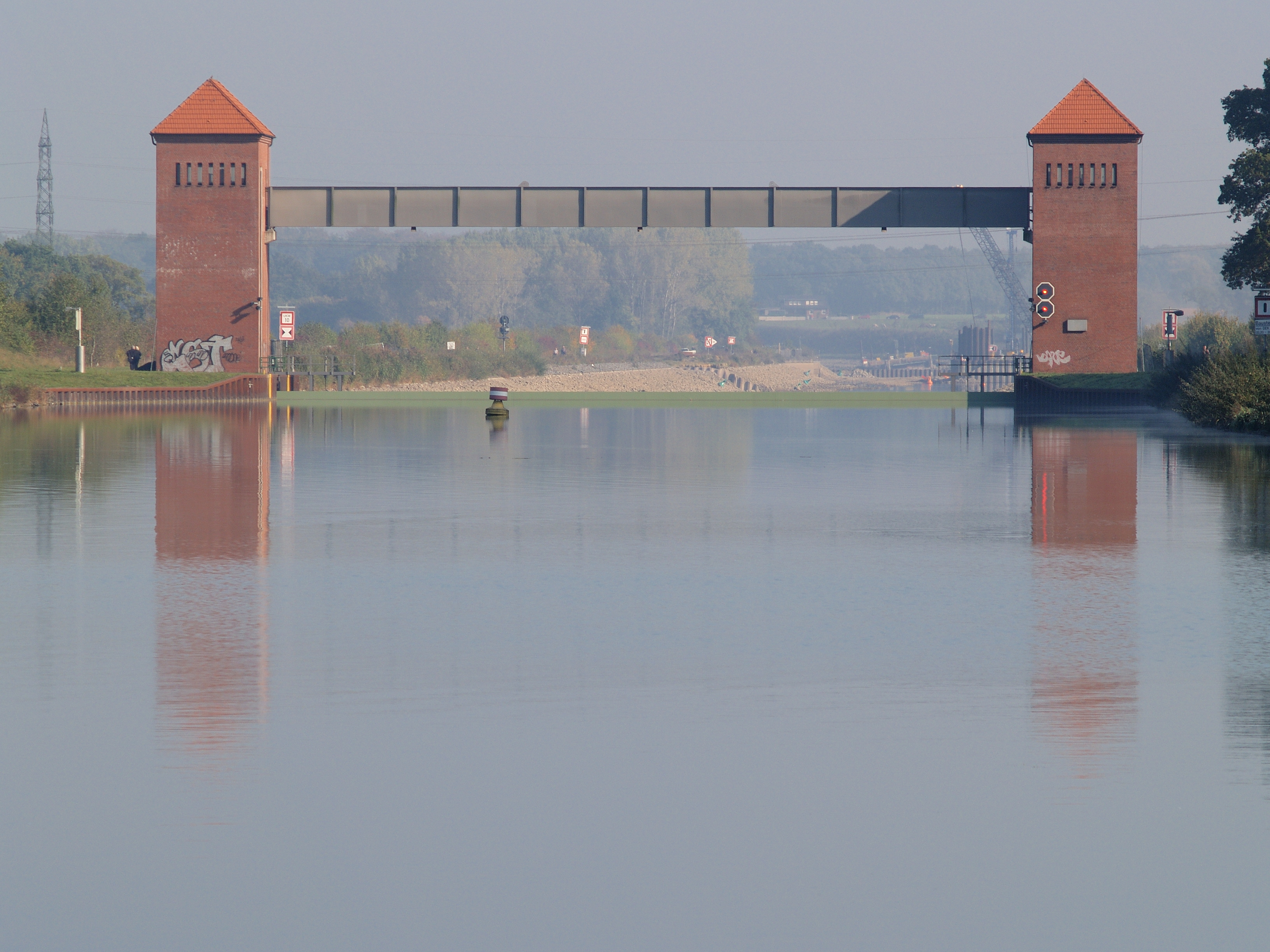
Sperrtor im DEK, geschlossen

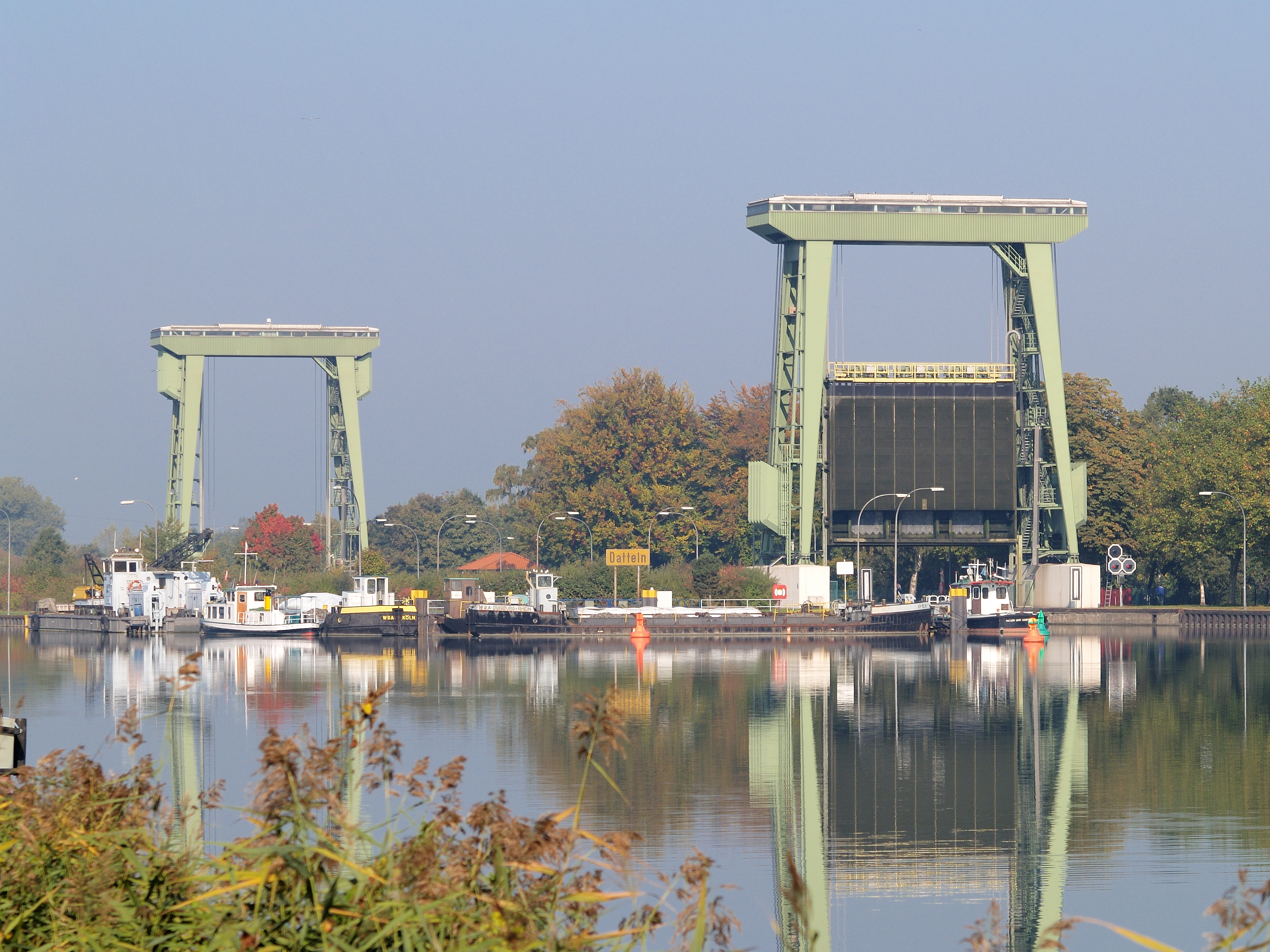
Schleuse Datteln des WDK …

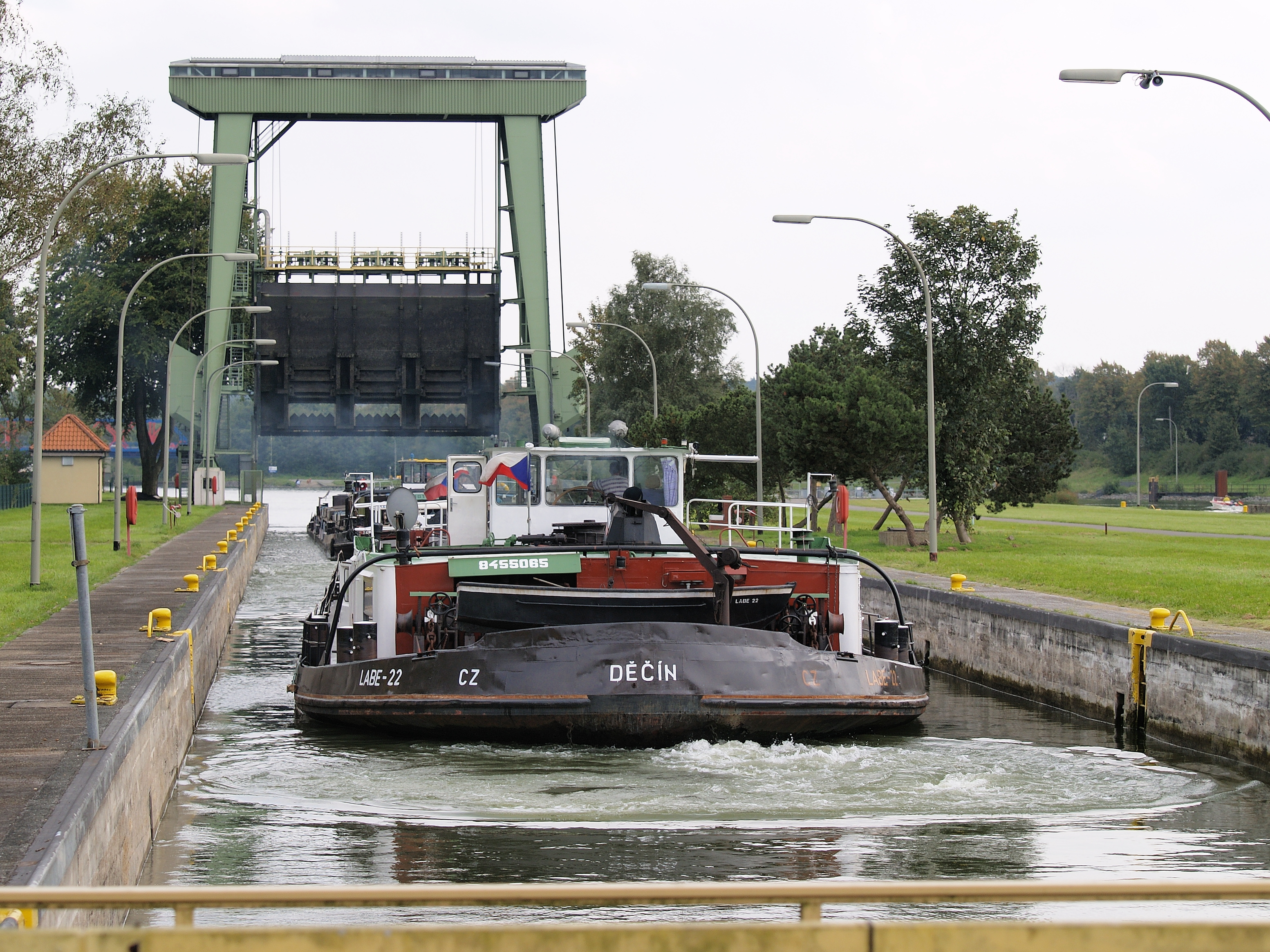
… mit geöffnetem Hubtor Richtung Dattelner Meer

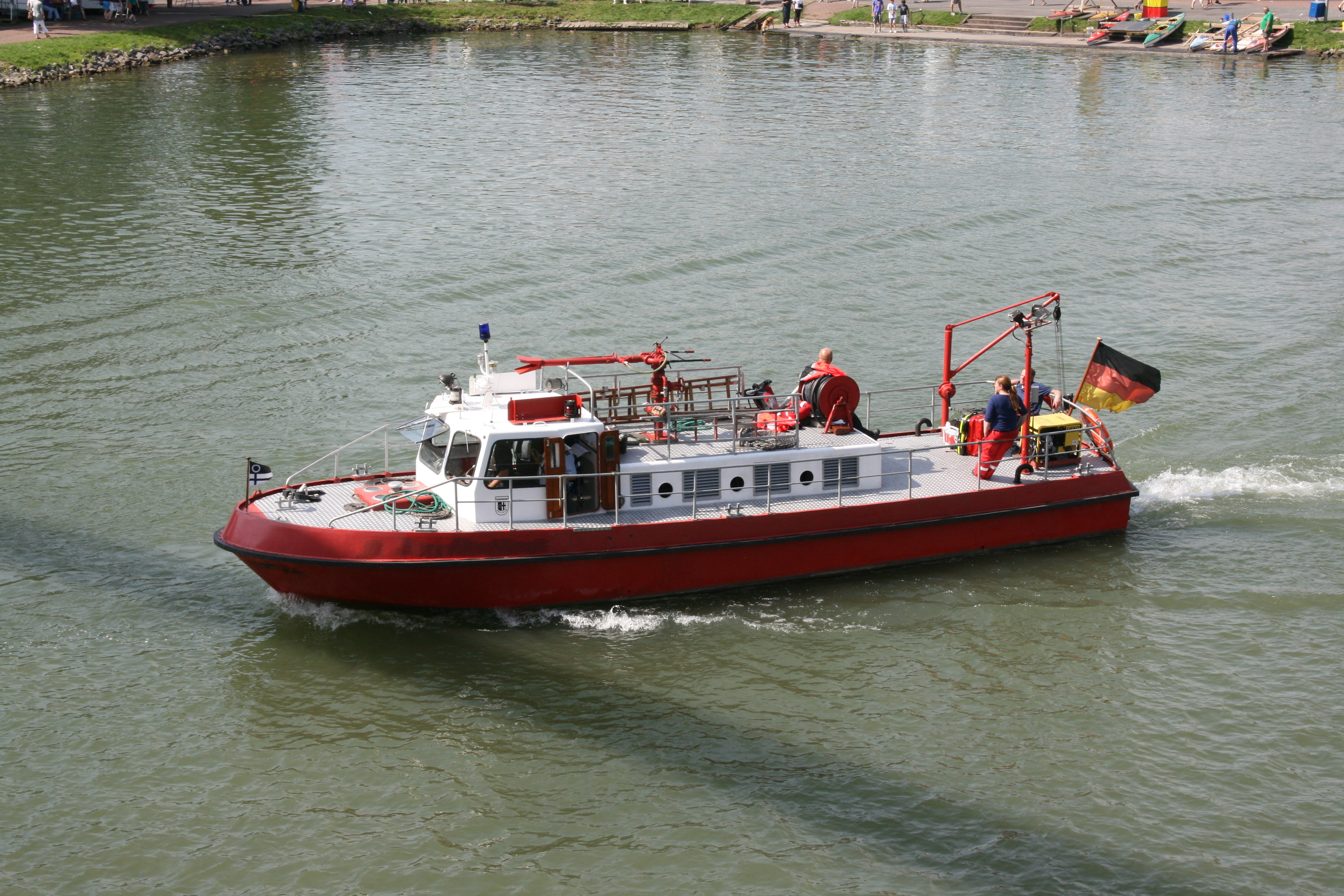
Feuerlöschboot Datteln (Bj. 1963), seit 1987 in Datteln stationiert

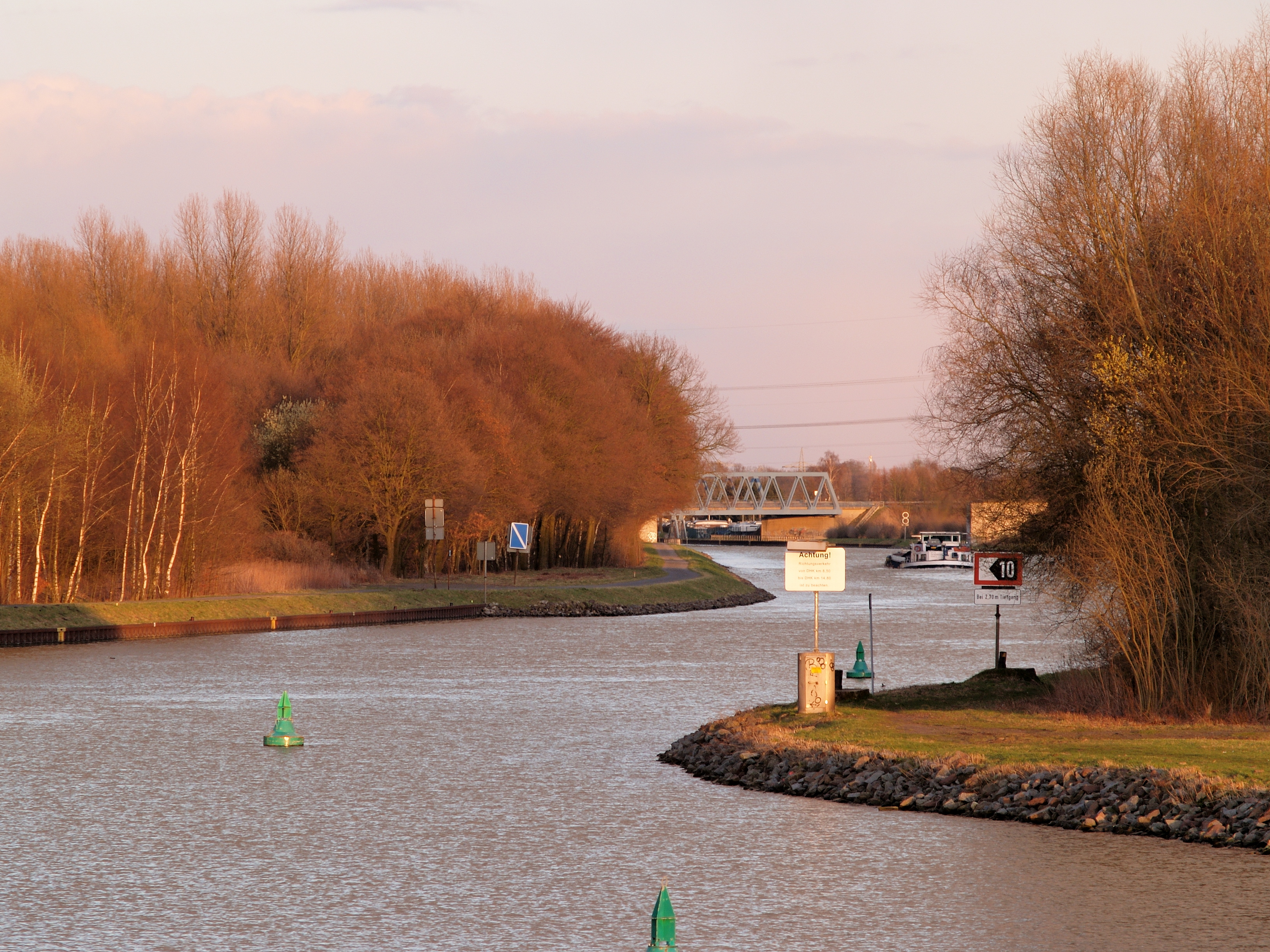
Abzweig des Datteln-Hamm-Kanals

Das Wasserstraßenkreuz Datteln, auch Kanalkreuz Datteln genannt, ist ein Wasserstraßenkreuz bei der nordrhein-westfälischen Stadt Datteln, das die Kanäle des westdeutschen Kanalnetzes verbindet. Dort ist auch der Sitz verschiedener Wasserbehörden, -unternehmen und -vereine. Die Heraushebung der Eigenschaft als größter Kanalknotenpunkt Europas ist offensichtlich dem damaligen Dattelner Bürgermeister Horst Niggemeier zuzuschreiben, der 1969 auch das Dattelner Kanalfestival ins Leben rief. Mittlerweile gilt das Kanalkreuz sogar als größter Kanalknotenpunkt der Welt. In diesem PR-Zusammenhang entstand auch der Schlager Komm mal mit zum Dattelner Kanal (gesungen von Sven Olsen & die Equilis) wie auch das Dattelner Kanalwasser, ein westfälischer klarer Korn.

## Wasserstraßen
Von der Ems und dem Küstenkanal aus Richtung Norden kommend (mit einem Abzweig zum Mittellandkanal bei Rheine Richtung Osten) verläuft der Dortmund-Ems-Kanal (DEK) östlich an Datteln vorbei weiter bis zum Schleusenpark Waltrop, wo er nach Osten führt und im Dortmunder Stadthafen endet. Am Schleusenpark endet auch der Rhein-Herne-Kanal, der von Duisburg den Rhein und die schiffbare Ruhr anbindet.
Ebenfalls aus Richtung Westen vom Rhein bei Wesel kommend mündet der Wesel-Datteln-Kanal (WDK) durch die Schleuse Datteln und den Schleusenhafen in den DEK. An dieser Stelle begann auch die Alte Fahrt des DEK in Richtung Norden. Sie ist inzwischen vor dem historischen Sicherheitstor durch einen Damm abgetrennt, nicht mehr schiffbar und nur noch bis zum alten Olfener Hafen mit Wasser gefüllt. Im DEK nördlich der Einmündung des WDK gibt es ein aktuelles Sicherheitstor, mit dem die Neue Fahrt des DEK abgetrennt werden kann.
Etwas weiter südlich liegt der Dattelner Hafen.
Noch weiter südlich zweigt in Richtung Osten der Datteln-Hamm-Kanal (DHK) ab, der in Hamm-Schmehausen am Kraftwerk Westfalen endet. Auch hier gibt es nach wenigen Kilometern ein Sicherheitstor bei der Waltroper Bauerschaft Holthausen.
Die großen, zusammenhängenden Wasserflächen der Schleusen und Häfen sowie der Kanäle mit ihren geräumigen Abzweigungen bis zu den Sicherheitstoren ergeben zusammen das Dattelner Meer, bei dem es sich nicht um ein „Meer“ im wörtlichen Sinne handelt. Die Länge dieser Wasserstraßen auf Dattelner Stadtgebiet beträgt insgesamt 17 Kilometer. Ausgehend vom Kanalkreuz Datteln können insgesamt etwa 85 Kilometer Wasserstraßen ohne Schleusung befahren werden.

## Wasserhaltung
Das westdeutsche Kanalnetz wird durch die Scheitelhaltung zwischen den Schleusen in Herne, Datteln, Hamm und Münster auf gleichmäßigem Niveau gehalten. Der Pegelstand beträgt hier im Wasserstraßenkreuz Datteln 56,5 Meter (± 15 cm) über Normalnull. Vom Rhein aus muss der Wasserspiegel im Rhein-Herne-Kanal um etwa 36 Meter in früher sieben und heute nur noch fünf Kanalstufen (Schleusen) und im Wesel-Datteln-Kanal um etwa 41 Meter in sechs Stufen angehoben werden. Der Dortmund-Ems-Kanal liegt hinter dem Schleusenpark Waltrop bis Dortmund etwa 14 Meter höher als das Niveau in der Scheitelhaltung, in Richtung Norden hat er die erste Kanalstufe bei Münster und sinkt dann bis auf die tidenabhängige Ems ab. Der Datteln-Hamm-Kanal ist bis Hamm-Schmehausen mittels zweier Schleusen etwa sieben Meter höher als die Scheitelhaltung.
Obwohl es sich bei den Kanälen nicht um fließende Gewässer handelt, werden doch im Jahr ca. 550 Millionen Kubikmeter Wasser in Richtung Rhein, Ruhr und Ems transportiert, hauptsächlich Wasserverluste durch Schleusungen, oder gehen auf andere Art und Weise (z. B. durch Nutzung als Kühlwasser, Versickerung, Verdunstung) dem Kanalnetz verloren. Deshalb kann aus der Lippe an der Wasserübergabe Hamm Wasser in den Datteln-Hamm-Kanal und damit in das gesamte westdeutsche Kanalnetz eingespeist werden. In Trockenperioden kann alternativ auch durch den Betrieb der Rückpumpwerke an den Kanalschleusen des RHK und des WDK Wasser bergauf von der Ruhr und dem Rhein herangeschafft werden. Die Fernsteuerzentrale für diese wassertechnischen Einrichtungen befindet sich in Datteln.

## Behörden und Unternehmen
Der Dattelner Hafen war zu Zeiten des Schleppmonopols (1914 bis 1967) die Hebestelle, an der die Schiffer die Fahrscheine für ihre nicht motorisierten Lastkähne lösen konnten. Sie wurden dann von staatlichen Schleppern zu den Häfen im westdeutschen Kanalnetz geschleppt.
Oberhalb der Schleuse Datteln befinden sich eine Station der Wasserschutzpolizei, das Feuerlöschboot der Dattelner Freiwilligen Feuerwehr und eine Außenstelle des Wasser- und Schifffahrtsamtes Westdeutsche Kanäle mit dem Betriebshof und der rund um die Uhr im Schichtdienst besetzten Fernsteuerzentrale. Sie sorgt nicht nur für die Wasserhaltung, sondern registriert auch alle Pegelstände, steuert die Sperr- und Sicherheitstore und die Wehre in Hamm (in der Lippe) und Duisburg (in der Ruhr).
Im dortigen Schleusenhafen liegen außerdem die Bunkerschiffe zur Versorgung der Binnenschiffe zum Beispiel mit Treibstoff.
In der ehemaligen Hebestelle ist heute ein Unternehmen für Schiffsausrüstungen ansässig.

## Sonstige Angebote
Im Dattelner Hafen findet kein Umschlag mehr statt, er ist ein Ruhe- und Liegehafen mit Serviceangeboten (Altölentsorgung, Trinkwasserversorgung etc.). Dort gibt es eine Sportbootwerft, die Boote der Marinekameradschaft und des Reservistenvereins sowie Bootshäuser der Wassersportvereine.
Neben den Wasserstraßen sind die befestigten Wege am Kanal beliebte Strecken für Radfahrer und Spaziergänger. Sie verlaufen teilweise auf alten Leinpfaden.
Entlang der Dortmund-Ems-Kanal-Route kann man vom Dattelner Meer bis zur Nordsee radeln.
Von 1969 bis 2017 fand jedes Jahr im August  das dreitägige Kanalfestival statt.